# اولاو برندن
اولاو یوهان برندن (نروژی: Olav Johan Brænden) متولد ۱ ژوئیه ۱۹۱۹ در رینگریک، و در گذشته به تاریخ ۱۴ ژوئیهٔ ۱۹۸۹م، در ژنو یک داروساز نروژی و مدیر آزمایشگاه مواد مخدر سازمان ملل در سوئیس از بدو تأسیس بود.
 سرشناسی وی در نروژ بیشتر مدیون دارویی به نام «قطره بینی برندن» است که توسط وی ابداع و ثبت گشته‌است.

## پیشینه
اولاو برندن فرزند یک کشاورز بود. دوران کودکی و نوجوانی را در زادگاه خود رینگریک، سپری کرد و پس از پایان تحصیلات متوسطه در سال ۱۹۳۸م، عازم پایتخت شد و در دانشگاه اسلو تا سال ۱۹۴۲م، به تحصیل داروسازی پرداخت. سپس در نزدیکی زادگاه خود تا سال ۱۹۴۴م، که توسط قوای اشغالگر آلمانی دستگیر شد، مشغول کار در یک داروخانه بود. اولاو به اتهام قانون‌شکنی، ابتدا به اعدام محکوم گشت اما پیش از اجرای حکم، مشمول یک درجه تخفیف شد و تا پایان جنگ جهانی دوم محبوس بود.
با گذشت ۲ سال از پایان جنگ، اولاو برندن عازم ایالات متحده شد و در دانشگاه مینه‌سوتا به ادامه تحصیل پرداخت و در سال ۱۹۵۰م، با مدرک دکترای داروسازی فارغ‌التحصیل گشت. سپس مدت کوتاهی به نروژ بازگشت و در یک شرکت دارویی مشغول کار شد اما در سال ۱۹۵۱م، به قصد ادامه تحصیلات تخصصی و تحقیق در مورد مواد مخدر بار دیگر عازم آمریکا شد و در مؤسسه ملی بهداشت در بتزدا، مریلند تا سال ۱۹۵۳م، به کار و کسب تجربه پرداخت.
در سال ۱۹۵۵م، از برندن دعوت شد تا به عنوان مدیر آزمایشگاه مرکزی مواد مخدر سازمان ملل در ژنو مشغول به کار شود. به منظور کسب آمادگی بیشتر در پذیرش این دعوت، وی ابتدا یک دوره تخصصی در دانشگاه پاریس-سوربن را گذراند و سپس تا سن بازنشستگی تا سال ۱۹۷۹م، در سمت مدیر آزمایشگاه مشغول خدمت بود. در دوران مدیریت وی تلاش شد تا انواع مواد مخدر تعریف، طبقه‌بندی و منشأ یابی شوند.
اصولی که سازمان ملل، گزارشهای سالانه خود را در مورد مواد مخدر تنظیم می‌کند، محصول همین طبقه‌بندی است.
اولاو برندن در سال ۱۹۵۶م، با زنی به نام «کارن» که منشی سفارت نروژ بود ازدواج کرد. بعد از بازنشستگی این زوج که وجهه ای بین‌المللی کسب کرده بود به نروژ بازگشت و در سال ۱۹۸۰م، بابت قدردانی از خدمات اولاو برندن، نشان سنت اولاف به وی تقدیم شد و در سال۱۹۸۳م، به عضویت فرهنگستان علوم نروژ مفتخر شد.
اولاو برندن، در دوران بازنشستگی خود نیز همچنان در رشته تخصصی و مورد علاقه خود فعال بود و از جمله برای مبارزه با سرماخوردگی نوعی قطره بینی ابداع کرد که به نام وی ثبت و در نروژ معروف شده‌است. وی در سال ۱۹۸۹م، در سن ۷۰ سالگی هنگامی که در سوئیس به سر می‌برد، زندگی را وداع گفت.